# Prima facie
Prima facie är latin (i ablativus absolutus) för "vid första anblick". Den som hävdar att man har en prima facie-plikt att inte ljuga menar härmed att plikten gäller så länge inga andra överväganden kan övertrumfa den. Prima facie-plikter är således inte absoluta.